# Garañón

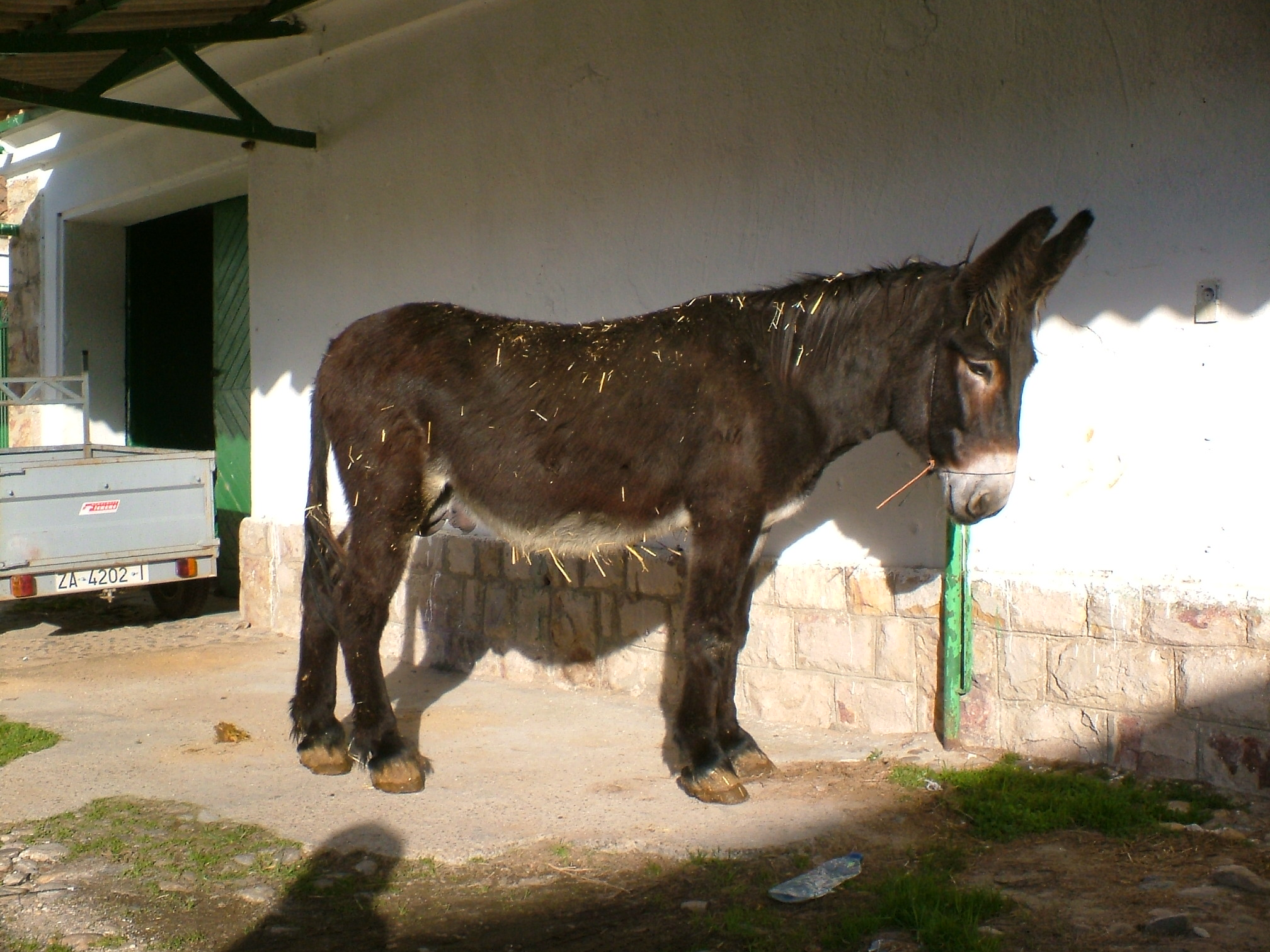
Asno garañón, en Zamora

El garañón es aquel asno semental de extraordinaria corpulencia que se echa a las yeguas para la procreación de mulas y de machos.
El garañón debe ser grande y robusto de miembros, de cabeza abultada y que esta no se parezca a la del caballo. Ha de tener, además, la frente espaciosa, los ojos hermosos, el rostro, las mejillas, las narices, la boca y los labios grandes, las orejas empinadas, el cuello doble y largo en proporción, el pecho ancho, firme y lleno de músculos para que pueda sufrir las соces e injurias de las yeguas, las espaldas dilatadas y carnosas, los antebrazos y muslos gruesos, las rodillas y los corvejones grandes, las cañas enjutas y no muy gruesas ni delgadas, las cuartillas largas en proporción, las corvas unidas de pelo, los cascos lisos, algo acopados en sus partes interiores y proporcionados al todo de su máquina, esto es, que no deben ser muy diminutos ni muy abultados. 
Sobre todas estas buenas circunstancias, ha de tener los testículos grandes e iguales, la cola corta, el pelo negro, la veta sobre la espina del lomo, la cruz ni alta ni baja y en lo demás debe asemejarse, en cuanto sea posible a la perfecta formación de un hermoso y robusto caballo. El asno garañón debe echarse a las yeguas de tres años cuando menos y puede hacer su servicio hasta los diez años. Antes ni después nunca conviene, porque produce mulas y machos de poca substancia.